# Карритак (залив)
Карритак (англ. Currituck Sound) — залив на северо-востоке Северной Каролины — лагуна восточного побережья США. Залив отделён от Атлантического океана полуостровом Боди Внешних отмелей. Это мелководный залив, заполненный небольшими островками. Длина с востока на запад — 30 миль, ширина — 3—8 миль. На северной оконечности залив продолжается как залив Бак в штате Виргиния, на северо-западе залив соединяется через Чесапикский канал с Чесапикским заливом и Хэмптон-Роудс. На юге соединён с заливом Албемарл.
Залив входит в национальные парки Карритак и Маккай-Айленд.